# Stazione di Roma San Lorenzo
Stazione di Roma San Lorenzo vasútállomás Olaszországban, Róma településen.

## Vasútvonalak
Az állomást az alábbi vasútvonalak érintik:
- Firenze–Róma-vasútvonal

## Kapcsolódó állomások
A vasútállomáshoz az alábbi állomások vannak a legközelebb:
- Stazione di Roma Tiburtina
- Stazione di Roma Termini